# Tristan da Silva
Tristan da Silva (Monaco di Baviera, 15 maggio 2001) è un cestista tedesco con cittadinanza brasiliana, professionista nella NBA con gli Orlando Magic.

## Biografia
È il fratello minore del cestista Oscar da Silva.

## Carriera
Dopo aver trascorso la carriera universitaria con i Colorado Buffaloes, nel 2024 viene selezionato con la diciottesima scelta assoluta al Draft NBA dagli Orlando Magic.

## Statistiche
| Anno      | Squadra            | PG  | PT | MP   | TC%  | 3P%  | TL%  | RP  | AP  | PRP | SP  | PP   |
| --------- | ------------------ | --- | -- | ---- | ---- | ---- | ---- | --- | --- | --- | --- | ---- |
| 2020-2021 | Colorado Buffaloes | 24  | 0  | 9,3  | 52,9 | 26,7 | 58,3 | 1,0 | 0,3 | 0,3 | 0,1 | 2,7  |
| 2021-2022 | Colorado Buffaloes | 31  | 31 | 28,3 | 47,9 | 37,3 | 79,7 | 3,5 | 2,0 | 0,6 | 0,5 | 9,4  |
| 2022-2023 | Colorado Buffaloes | 35  | 33 | 30,9 | 49,6 | 39,4 | 75,5 | 4,8 | 1,3 | 1,3 | 0,4 | 15,9 |
| 2023-2024 | Colorado Buffaloes | 34  | 34 | 33,8 | 49,3 | 39,5 | 83,5 | 5,1 | 2,4 | 1,1 | 0,6 | 16,0 |
| Carriera  | Carriera           | 124 | 98 | 26,9 | 49,3 | 38,6 | 78,6 | 3,8 | 1,6 | 0,9 | 0,4 | 11,7 |

### NBA

#### Regular Season
| Anno      | Squadra       | PG | PT | MP   | TC%  | 3P%  | TL%  | RP  | AP  | PRP | SP  | PP  |
| --------- | ------------- | -- | -- | ---- | ---- | ---- | ---- | --- | --- | --- | --- | --- |
| 2024-2025 | Orlando Magic | 74 | 38 | 22,0 | 41,2 | 33,5 | 87,3 | 3,3 | 1,5 | 0,4 | 0,2 | 7,2 |
| Carriera  | Carriera      | 74 | 38 | 22,0 | 41,2 | 33,5 | 87,3 | 3,3 | 1,5 | 0,4 | 0,2 | 7,2 |

#### Playoffs
| Anno     | Squadra       | PG | PT | MP  | TC% | 3P% | TL% | RP  | AP  | PRP | SP  | PP  |
| -------- | ------------- | -- | -- | --- | --- | --- | --- | --- | --- | --- | --- | --- |
| 2025     | Orlando Magic | 2  | 0  | 2,5 | 0,0 | 0,0 | -   | 2,0 | 0,5 | 0,0 | 0,0 | 0,0 |
| Carriera | Carriera      | 2  | 0  | 2,5 | 0,0 | 0,0 | -   | 2,0 | 0,5 | 0,0 | 0,0 | 0,0 |